# Víctor Estupiñán
Víctor Estupiñán (Borbon, Esmeraldas, Ecuador, 5 de enero de 1993) es un futbolista ecuatoriano.

## Trayectoria
Víctor se unió a Liga de Quito en el 2004, jugando en la Sub-16, 17 y 18 antes de poder jugar con el equipo mayor en el 2006. En el 2011 viajó a Estados Unidos para ser parte del SuperDraft, un evento organizado por la MLS donde los equipos deben seleccionar a los jugadores que se han graduado de la universidad o de otra manera han sido firmados por la liga. El joven jugador demostró "fuerza, visión de ataque y juego aéreo", lo que atrajo a muchos equipos, siendo Chivas USA el club con el que firmaría.
En el 2012 vuelve a Ecuador para jugar en Universidad Católica. En el 2015 juega por corto tiempo en el Deportivo Quevedo, ya para la Segunda etapa es transferido a Sociedad Deportiva Aucas

## Clubes
| Club                  | País           | Año       |
| --------------------- | -------------- | --------- |
| Liga de Quito         | Ecuador        | 2006-2010 |
| Chivas USA            | Estados Unidos | 2011      |
| Universidad Católica  | Ecuador        | 2012      |
| Técnico Universitario | Ecuador        | 2012      |
| Deportivo Cuenca      | Ecuador        | 2013      |
| Deportivo Quito       | Ecuador        | 2014      |
| Deportivo Quevedo     | Ecuador        | 2015      |
| Aucas                 | Ecuador        | 2015-     |
| Mushuc Runa           | Ecuador        | 2016      |
| Clan Juvenil          | Ecuador        | 2015-2017 |
| Liga de Portoviejo    | Ecuador        | 2017      |

## Palmarés

### Títulos nacionales
| Título                 | Club          | Año  |
| ---------------------- | ------------- | ---- |
| Campeonato Ecuatoriano | Liga de Quito | 2007 |
| Campeonato Ecuatoriano | Liga de Quito | 2010 |

### Copas internacionales
| Título            | Club          | País    | Año  |
| ----------------- | ------------- | ------- | ---- |
| Copa Sudamericana | Liga de Quito | Ecuador | 2009 |